# Jenson Button
(Jenson Button)
Jenson Alexander Lyons Button (Frome, 19 gennaio 1980) è un pilota automobilistico britannico, campione del mondo di Formula 1 nel 2009 e campione Super GT nel 2018.
Conosciuto nell'ambiente della F1 per essere un abile stratega in condizioni climatiche avverse, risulta tutt'oggi essere il vincitore del Gran Premio della categoria regina con più soste all'attivo nella medesima gara (Gran Premio del Canada 2011).

## Carriera

### Formule minori
Figlio di John Button (1943-2014), pilota di rally, fin da piccolo Jenson fu indirizzato verso il mondo dei motori. A otto anni cominciò a correre nei karting e nel 1991, a undici anni, vinse tutte e 34 le gare del campionato cadetto, oltre al titolo. Dopo questo successo il britannico continuò a vincere, divenendo il più giovane pilota a conquistare il titolo europeo del campionato Super A nel 1997. L'anno seguente Button passò alla Formula Ford, partecipando sia al campionato britannico che a quello europeo, arrivando rispettivamente primo e secondo, contando anche una vittoria nel Festival della Formula Ford. Passato alla F3 britannica nel 1999, il pilota giunse terzo in campionato, contando anche un secondo posto al Gran Premio di Macao.
Ha vissuto un breve periodo a Terni in Italia.

### Formula 1

#### 2000: l'esordio in Williams
Dopo aver testato in inverno per McLaren e Prost, Jenson Button venne assunto dalla Williams in sostituzione di Alessandro Zanardi dopo aver vinto un confronto con Bruno Junqueira.
L'esordio in Formula 1 avvenne al Gran Premio d'Australia, quando il britannico aveva vent'anni: questo fece di Button il terzo più giovane debuttante nella storia del mondiale. Disputò una buona stagione d'esordio, ottenendo punti già al secondo gran premio e sfiorando il podio in Germania. Ad agosto la Williams si accordò con la Benetton, decidendo di prestare al team anglo-italiano il pilota britannico per due anni. Button concluse la stagione all'ottavo posto con dodici punti.

#### 2001-2002: l'esperienza in Benetton e in Renault

##### 2001

Button alla nel.

Ancora sotto contratto con la Williams, nel 2001 il britannico guidò per la Benetton. La stagione fu negativa, in gran parte per via della scarsa competitività della vettura, e Button non andò oltre un quinto posto conquistato in Germania.

##### 2002
Nella stagione successiva la Benetton fu acquistata dalla Renault e i risultati migliorarono, tanto che il britannico arrivò quasi a podio in Malesia, venendo passato all'ultimo giro da Michael Schumacher. Button ottenne spesso prestazioni migliori rispetto al compagno di squadra Jarno Trulli, ma per il 2003 il team manager della scuderia Flavio Briatore lo sostituì con Fernando Alonso, proveniente dalla Minardi.

#### 2003-2005: BAR

##### 2003
Button si accordò, quindi, con la BAR, diventando compagno di squadra di Jacques Villeneuve. Nella sua prima stagione nella scuderia anglo-americana il pilota britannico ottenne dei discreti risultati, battendo nettamente il più esperto e titolato canadese. Tuttavia, il podio gli sfuggì nuovamente e i migliori risultati della stagione furono due quarti posti, nel Gran Premio d'Austria e nel Gran Premio del Giappone. Nel Principato di Monaco, invece, Button dovette rinunciare a partecipare alla gara dopo un violento incidente in uscita dal veloce rettilineo sotto il tunnel.

##### 2004

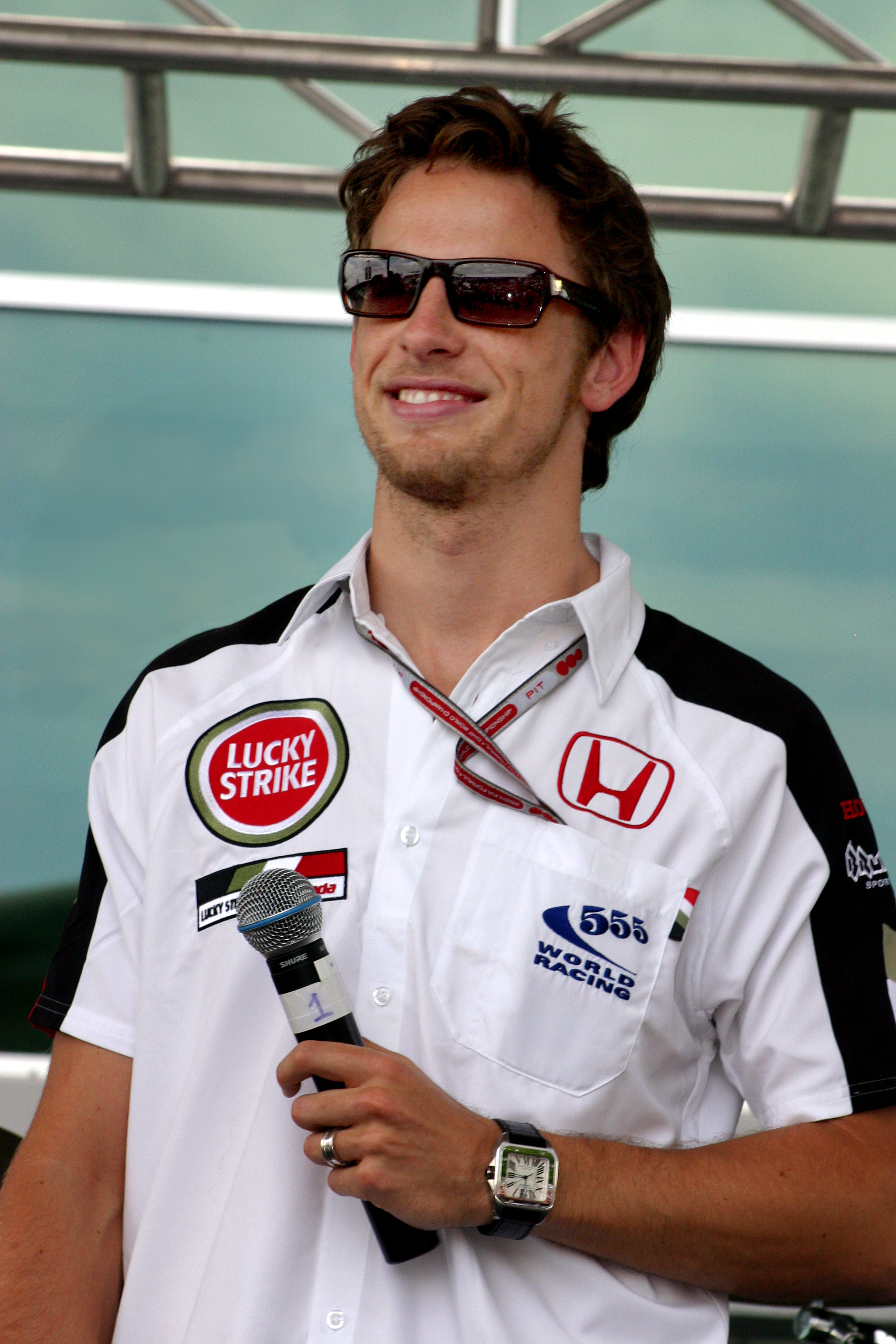
Button alla nel fine settimana del Gran Premio degli Stati Uniti d'America 2004.

Nel 2004 la situazione migliorò radicalmente. La BAR si inserì tra le monoposto di vertice e, nonostante la Ferrari fosse nettamente la vettura più competitiva del gruppo, permise a Button di lottare costantemente per le prime posizioni. Il pilota britannico ottenne il primo podio in carriera nel Gran Premio della Malesia, concluso in terza posizione alle spalle di Michael Schumacher e Juan Pablo Montoya. Nel prosieguo della stagione Button conquistò altri nove podi e una pole position, risultati che gli valsero la terza posizione in classifica generale alle spalle dei piloti della Ferrari.

##### 2005
Il 2005 fu invece un anno più difficile. Nonostante a metà della stagione precedente Button si fosse accordato con la Williams, la BAR si oppose con successo al suo passaggio nel team britannico. All'inizio della stagione la vettura si rivelò un netto passo indietro rispetto a quella della stagione precedente, tanto da non permettere al pilota britannico di marcare punti nelle prime tre gare del campionato. A Imola Button si qualificò terzo e chiuse la gara nella stessa posizione, ma a fine gara la sua vettura e quella del compagno di squadra Takuma Satō furono trovate sottopeso e i due furono squalificati. Dopo ulteriori verifiche, la FIA squalificò per due gare la scuderia anglo-americana, accusata di aver utilizzato un serbatoio aggiuntivo per far rientrare nel peso regolamentare le vetture.
Al rientro dalla squalifica Button chiuse fuori dai punti il Gran Premio d'Europa, mentre in Canada il pilota uscì di scena per incidente dopo aver fatto segnare la pole position. Dopo il ritiro per motivi di sicurezza imposto dalla Michelin nel Gran Premio degli Stati Uniti, nel Gran Premio di Francia, decima gara della stagione, Button conquistò finalmente dei punti, giungendo quarto.

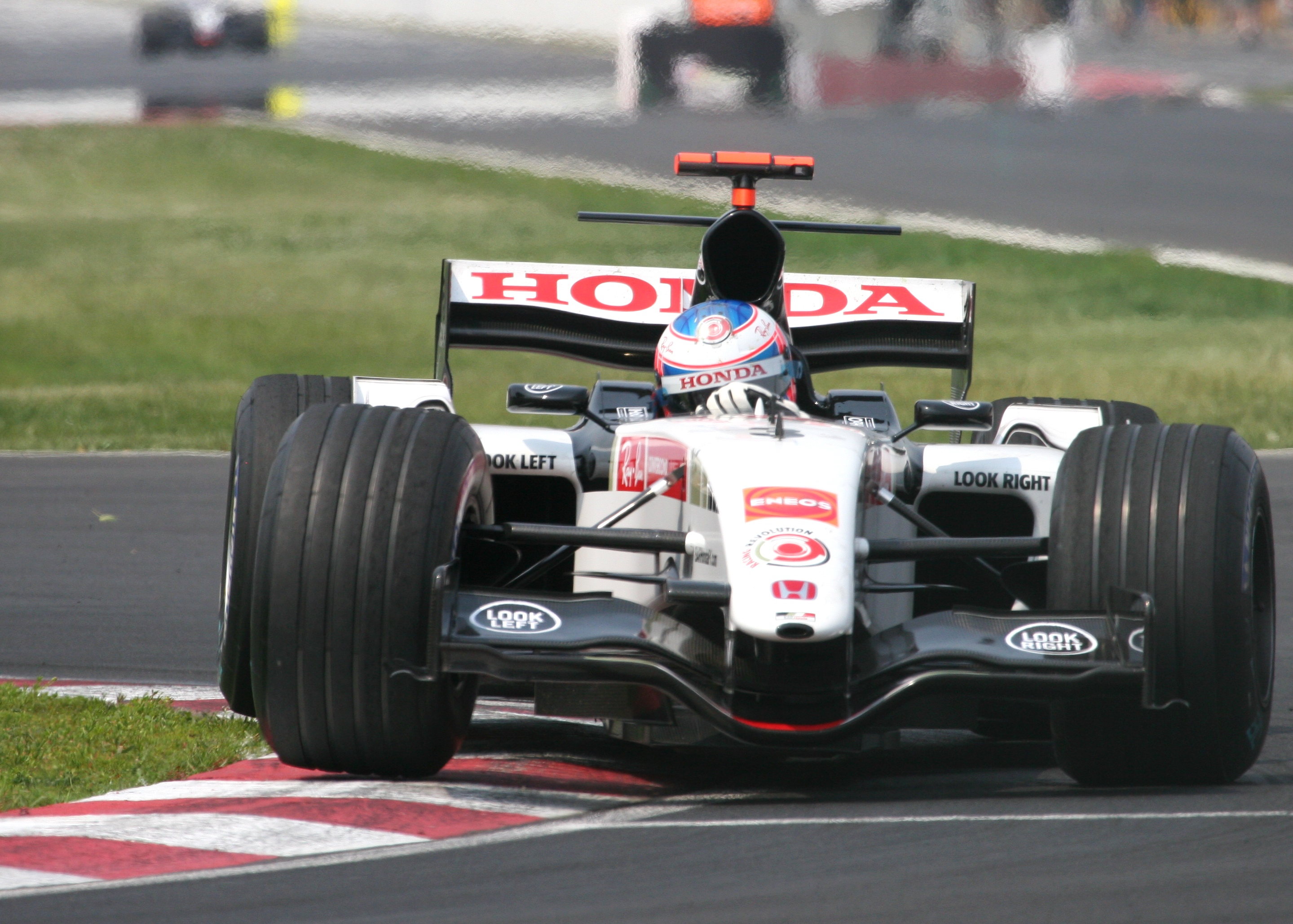
Button su BAR 007 durante il Gran Premio del Canada 2005, dove ottenne la pole position.

Nei rimanenti Gran Premi il britannico marcò sempre dei piazzamenti a punti, conquistando due terzi posti in Germania e in Belgio e chiudendo la stagione al nono posto.

#### 2006-2008: Honda

##### 2006
Nel 2006 la Honda scese in campo in prima persona, acquistando la BAR dalla British American Tobacco. Button fu nuovamente coinvolto in una disputa contrattuale con la Williams, che questa volta si concluse con esito positivo per il team britannico: il pilota contribuì a pagare la penale necessaria a rimanere con la Honda. L'inizio di campionato fu discreto, con Button che conquistò un terzo posto nel secondo appuntamento stagionale, il Gran Premio della Malesia, e la terza pole position in carriera nel Gran Premio d'Australia, nel quale però fu costretto al ritiro. Nella fase centrale della stagione i risultati furono piuttosto discontinui, con qualche piazzamento a punti intervallato da diversi ritiri. Nel Gran Premio d'Ungheria, però, Button sfruttò le mutevoli condizioni meteo e i ritiri dei piloti in lotta per il mondiale, Michael Schumacher e Fernando Alonso, per conquistare la prima vittoria in carriera, arrivata dopo ben 113 gran premi disputati. Nella fase finale di campionato il britannico colse un terzo, tre quarti e un quinto posto, conquistando la sesta posizione nella classifica generale.

##### 2007
Nel 2007 la Honda si rivelò assolutamente non competitiva, relegando Button nelle retrovie. Ottenne il primo punto solo nel Gran Premio di Francia, ottava gara della stagione, conquistandone un altro nel Gran Premio d'Italia, a Monza. Il miglior risultato del campionato arrivò nel penultimo Gran Premio, in Cina, dove il britannico giunse quinto grazie a una buona strategia.

##### 2008

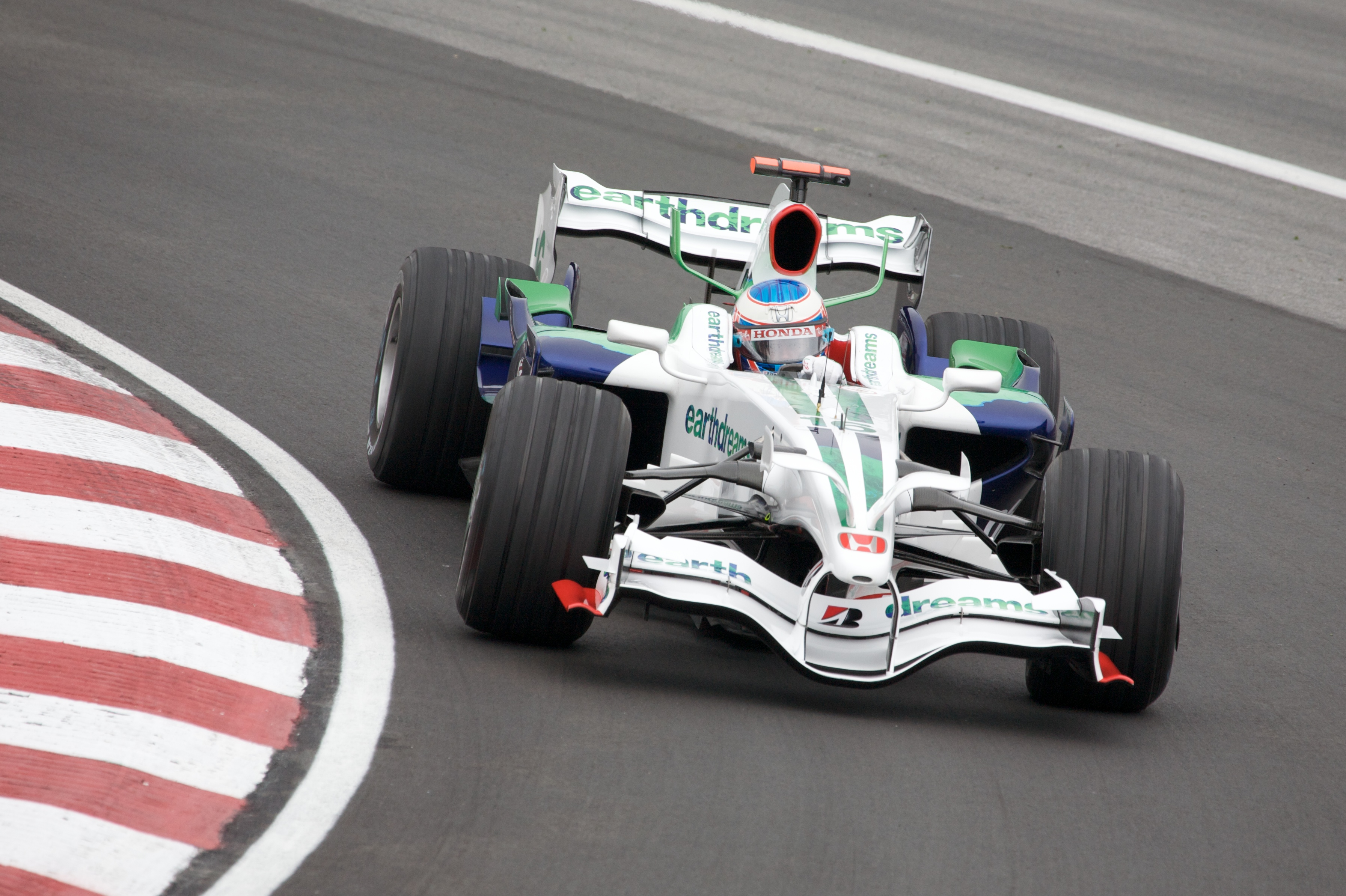
Button, su Honda RA108, impegnato al Gran Premio del Canada 2008.

Anche nel 2008 la Honda non riuscì a produrre una vettura competitiva, costringendo nuovamente Button a lottare nelle ultime posizioni. La stagione fu persino peggiore della precedente per il pilota britannico, che conquistò punti solo nel Gran Premio di Spagna, chiuso in sesta posizione e perse il confronto col compagno Rubens Barrichello.

#### 2009: il titolo mondiale con la Brawn

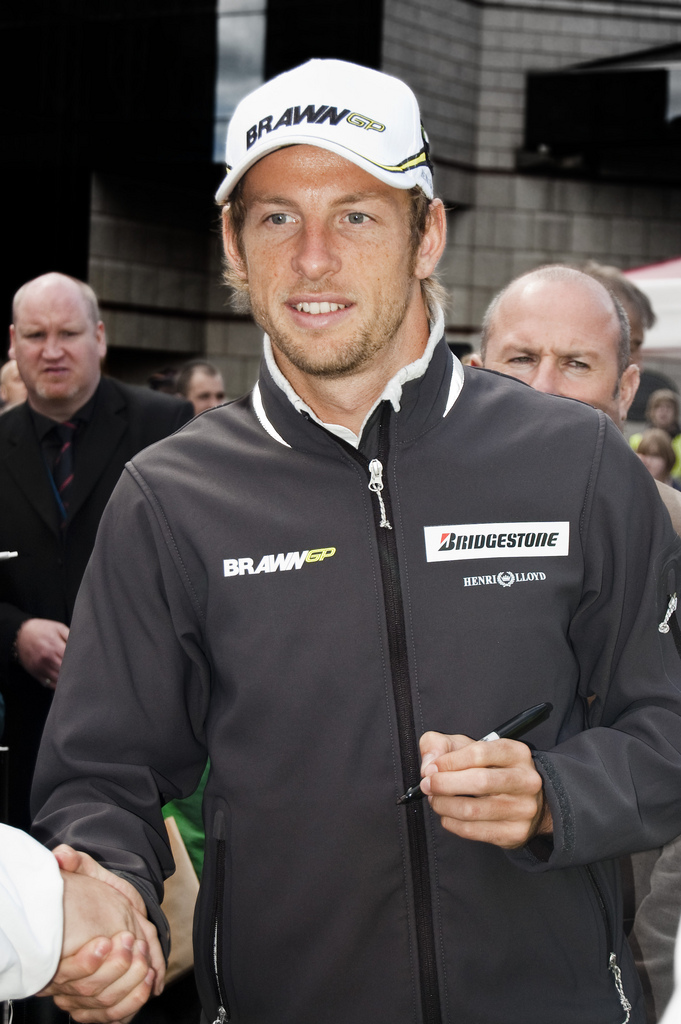
Button alla nel corso della stagione, conclusasi con la conquista del titolo mondiale.

Dopo due anni con risultati pessimi e con l'incombere della crisi economica globale, al termine della stagione 2008 la Honda annunciò il suo ritiro dalla Formula 1. La sorte della scuderia e quindi il futuro di Button in Formula 1 rimasero incerti per diversi mesi, fino a quando il 6 marzo 2009 il team fu rilevato da Ross Brawn e altri soci e ribattezzato Brawn GP.
Nonostante la preparazione della vettura fosse stata rallentata dalla scarsità di fondi e dalla necessità di adattarla al motore Mercedes in luogo dell'Honda inizialmente previsto, già dalla prima gara la Brawn si rivelò estremamente competitiva, tanto che Button conquistò pole position e vittoria davanti al compagno di squadra Rubens Barrichello. Nelle gare seguenti Button dominò nettamente, conquistando cinque vittorie e un terzo posto. Al termine del Gran Premio di Turchia il pilota britannico si trovava saldamente in testa alla classifica iridata, con un vantaggio di 26 punti sul compagno di squadra e di 32 su Sebastian Vettel.
Nel Gran Premio di casa, a Silverstone, Button non salì sul podio per la prima volta in stagione, giungendo sesto. Da metà stagione in poi la Brawn perse gran parte del vantaggio prestazionale sulle scuderie rivali poiché, venendo a mancare l'apporto economico della Honda, lo sviluppo della vettura era forzatamente ridotto; Button tornò sul podio solo nel Gran Premio d'Italia, dopo aver raccolto tre piazzamenti a punti e un ritiro per incidente nelle quattro gare precedenti.
Tuttavia, nonostante il netto calo nella seconda parte del campionato, il vantaggio sui rivali fu sufficiente a mantenere la prima posizione nella classifica mondiale e alla penultima gara della stagione, il Gran Premio del Brasile, Button conquistò matematicamente il primo titolo mondiale in carriera, complici l'ottavo posto del compagno di squadra Barrichello e il quarto posto di Vettel, non sufficiente al pilota tedesco per tenere aperta la lotta per il mondiale fino all'ultima gara. Button chiuse la stagione con un terzo posto nel Gran Premio di Abu Dhabi, conquistando 95 punti.

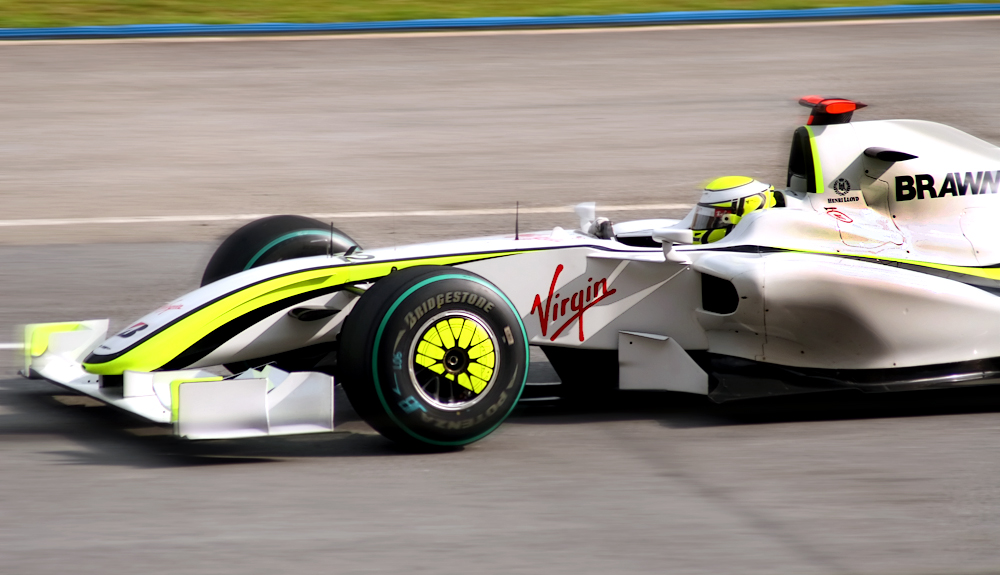
Button su Brawn BGP 001 al Gran Premio della Malesia 2009, dove conseguì un hat trick con pole, giro più veloce e vittoria.

A seguito della vittoria nel campionato del mondo il 31 dicembre 2009 Button ricevette l'onorificenza di Membro dell'Ordine dell'Impero Britannico (MBE).

#### 2010-2016: l'approdo in McLaren e il ritiro

##### 2010
Il 18 novembre 2009 fu annunciato in via ufficiale il passaggio di Button alla McLaren. Il campionato 2010 iniziò nel migliore dei modi, con due vittorie (Australia e Cina) nelle prime quattro gare e la testa della classifica iridata piloti. Dopo un quinto posto nel Gran Premio di Spagna, a Montecarlo il pilota britannico fu costretto al ritiro per un problema meccanico, perdendo la prima posizione nel mondiale. Seguì una serie di gare consecutive a punti, nelle quali però il compagno di squadra Lewis Hamilton lo precedette sempre sul traguardo, scavalcandolo anche in classifica.

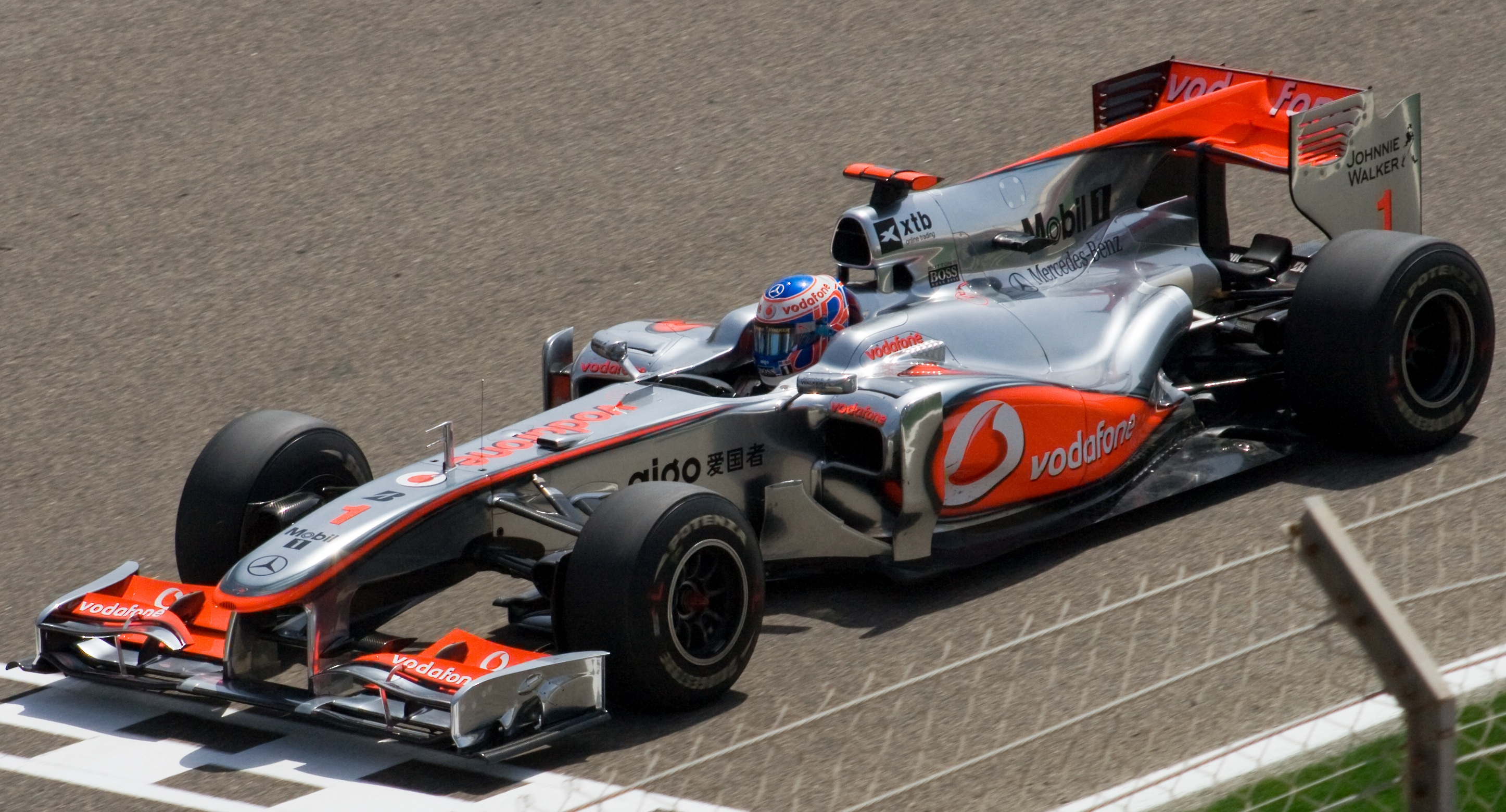
Button, all'esordio su, alla guida della MP4-25 nelle prove libere del Gran Premio del Bahrain 2010.

Alla vigilia del Gran Premio d'Ungheria il britannico si trovava al secondo posto nella graduatoria generale, alle spalle del compagno di squadra: tuttavia, all'Hungaroring, Button non andò oltre l'ottava posizione, mentre nel successivo Gran Premio del Belgio fu nuovamente costretto al ritiro, in questa occasione a causa di una collisione con Sebastian Vettel. Questa doppia battuta d'arresto allontanò Button dalla testa della classifica, ma rimase comunque in lotta per il campionato fino alle ultime gare della stagione, dovendo rinunciare a difendere il suo titolo dopo un incolore dodicesimo posto nel Gran Premio di Corea d un quinto posto nel Gran Premio del Brasile, penultima corsa dell'anno. Button concluse la stagione con un terzo posto nel Gran Premio di Abu Dhabi, conquistando il quinto posto in classifica generale con 214 punti.

##### 2011

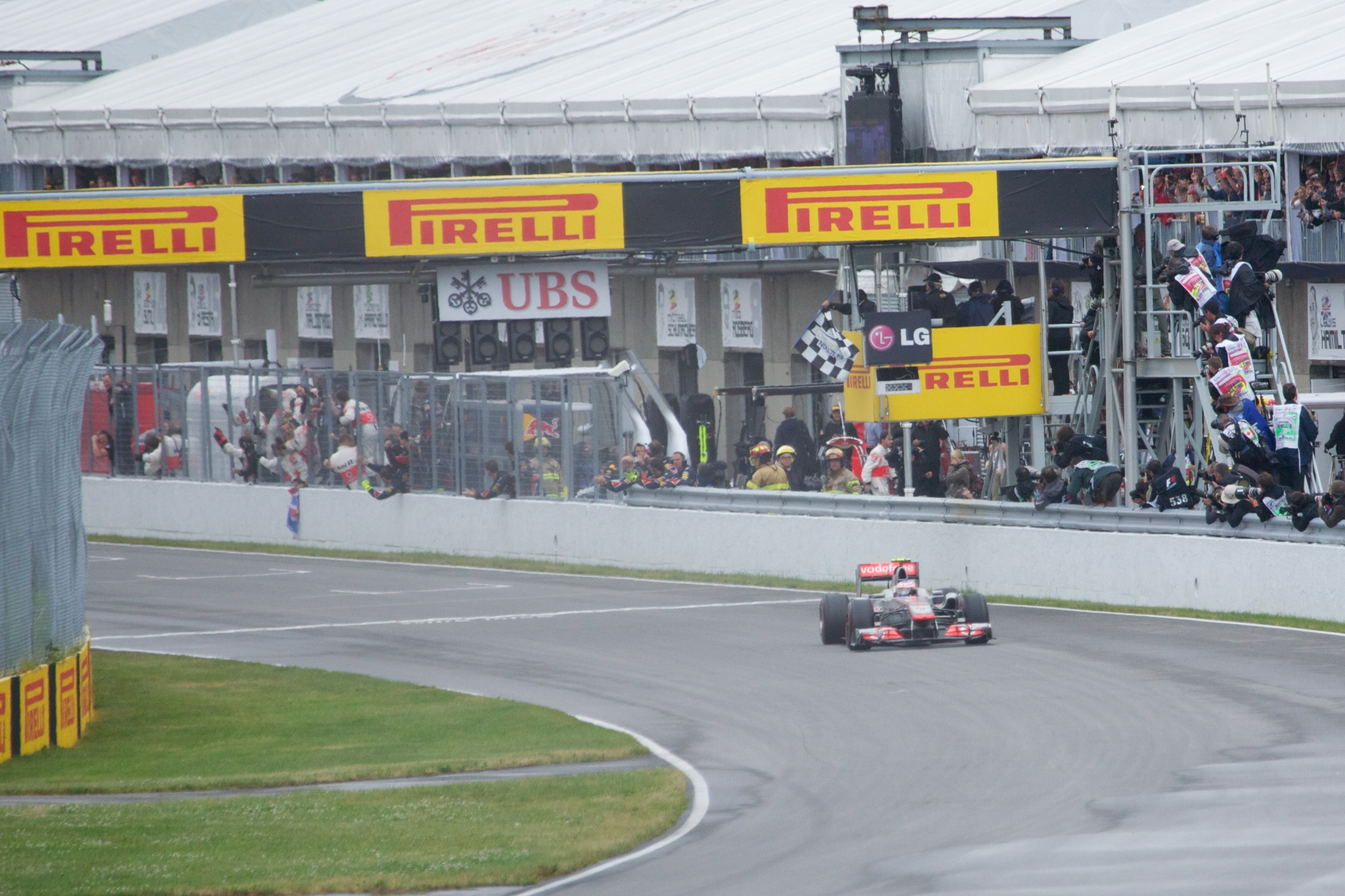
Button, su McLaren MP4-26, taglia il traguardo del Gran Premio del Canada 2011, in cui conseguì la vittoria col record di 5 pit stop e un drive through.

Nella stagione 2011 la McLaren aveva inizialmente in programma l'introduzione di un complicato sistema di scarichi, denominato "octopus"; tuttavia, la soluzione si rivelò problematica e nei test invernali la monoposto britannica ottenne dei risultati deludenti, al punto che la squadra decise di tornare a una configurazione più tradizionale.
La scelta si rivelò vincente e in Australia Button, pur rallentato da un drive through per un sorpasso irregolare ai danni di Felipe Massa, conquistò un sesto posto. Nelle gare seguenti Button continuò a ottenere dei buoni piazzamenti, tra i quali un secondo posto nel Gran Premio della Malesia e due terzi posti a Barcellona e Monaco. In Canada il pilota britannico conquistò la prima vittoria stagionale al termine di una gara rocambolesca: scattato in settima posizione, Button effettuò cinque pit stop, fu penalizzato con un drive through per aver mantenuto una velocità eccessiva in regime di safety car e fu coinvolto in due collisioni con il compagno di squadra Lewis Hamilton e con Fernando Alonso, rimontando poi dal fondo del gruppo e sopravanzando Vettel, in testa dall'inizio della gara, nel corso dell'ultima tornata. La vittoria lo portò alla seconda posizione in classifica, con un distacco di 60 punti dallo stesso Vettel.

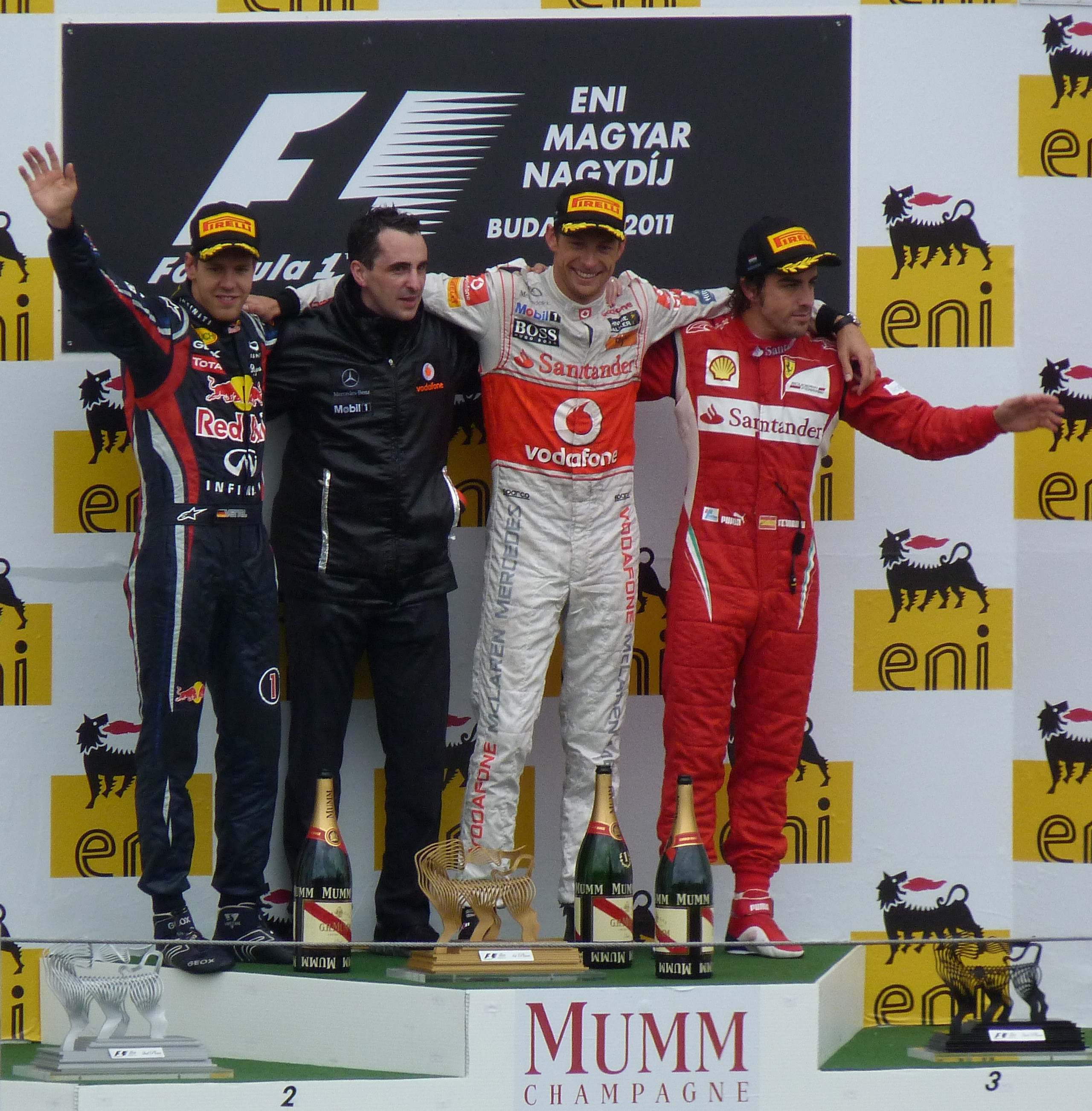
Button sul gradino più alto del podio nel Gran Premio d'Ungheria 2011, davanti a Sebastian Vettel e Fernando Alonso.

Nelle tre gare seguenti, però, Button raccolse solamente un sesto posto e due ritiri, scivolando al quinto posto nella graduatoria generale. In Ungheria Button colse la sua seconda vittoria stagionale, nuovamente in una gara caratterizzata da condizioni meteo variabili; in questa occasione il pilota britannico festeggiò anche il traguardo delle 200 partecipazioni a Gran Premi di Formula 1. Button giunse sul podio anche in Belgio, in Italia e a Singapore, conquistando poi un'altra vittoria nel Gran Premio del Giappone. Questi ottimi risultati lo fecero risalire alla seconda posizione nella classifica iridata, ma non furono sufficienti per tenere aperta la lotta per il titolo mondiale con Vettel, che proprio in Giappone divenne matematicamente campione del mondo.
Nelle ultime gare della stagione il pilota britannico continuò a ottenere degli ottimi piazzamenti, terminando fuori dal podio solo in Corea. Questi risultati consolidarono la sua seconda posizione in classifica: Button chiuse la stagione alle spalle del campione del mondo Vettel, con 270 punti.

##### 2012
Nel campionato 2012 il rendimento del pilota britannico fu molto altalenante. Button iniziò bene la stagione, conquistando la vittoria nella gara inaugurale Australia dopo essere scattato in prima fila, alle spalle del compagno di squadra Lewis Hamilton. Nel Gran Premio della Malesia, invece, tagliò il traguardo in quattordicesima posizione, dopo essere stato coinvolto in un contatto con Narain Karthikeyan. Tornato nuovamente sul podio nel Gran Premio di Cina, chiuso in seconda posizione, Button iniziò una serie di gare difficili, nelle quali non andò oltre un ottavo posto conquistato nel Gran Premio d'Europa, a Valencia. Tornò sul podio in Germania, dove tagliò il traguardo terzo in gara, ma fu classificato secondo vista la penalità inflitta a Vettel per un sorpasso irregolare sullo stesso pilota britannico.

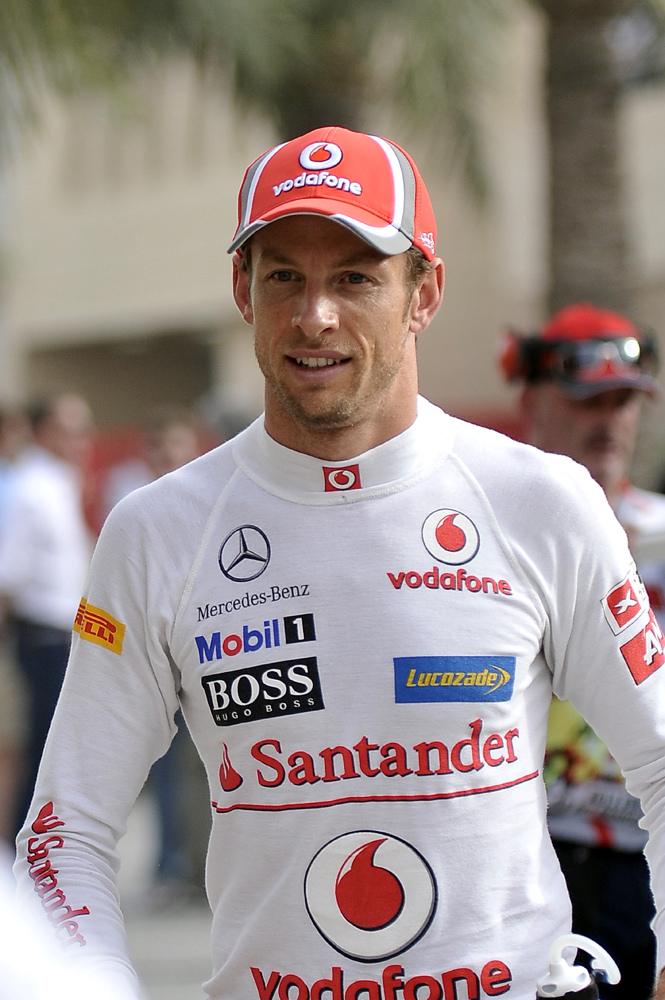
Button in McLaren nel fine settimana del Gran Premio del Bahrain 2012.

Ormai tagliato fuori dalla lotta per il titolo mondiale, nella seconda parte di stagione Button tornò a competere per le prime posizioni, conquistando pole position e vittoria nel Gran Premio del Belgio. In Italia il pilota britannico fu costretto al ritiro per problemi meccanici mentre era in seconda posizione, risultato poi ottenuto nel successivo Gran Premio di Singapore. Nel Gran Premio finale della stagione, in Brasile, Button ottenne la terza vittoria stagionale, approfittando delle condizioni meteo variabili e di un contatto nell'ultima parte di gara tra Lewis Hamilton e Nico Hülkenberg, che lo avevano sopravanzato. Questa sarà anche la sua ultima vittoria in carriera. Button chiuse la stagione al quinto posto in classifica, con 188 punti.

##### 2013
Nel mondiale 2013 Button fu affiancato dal messicano Sergio Peréz, che prese il posto di Lewis Hamilton, passato alla Mercedes. La nuova vettura della McLaren si rivelò molto meno competitiva di quelle che l'avevano preceduta, non consentendo né a Button né al suo compagno di squadra di lottare per le prime posizioni. Il pilota britannico riuscì ad arrivare in zona punti in sei delle prime nove gare, non conquistando, però, nessun podio; il miglior risultato nella prima parte di stagione fu un quinto posto nel Gran Premio di Cina.

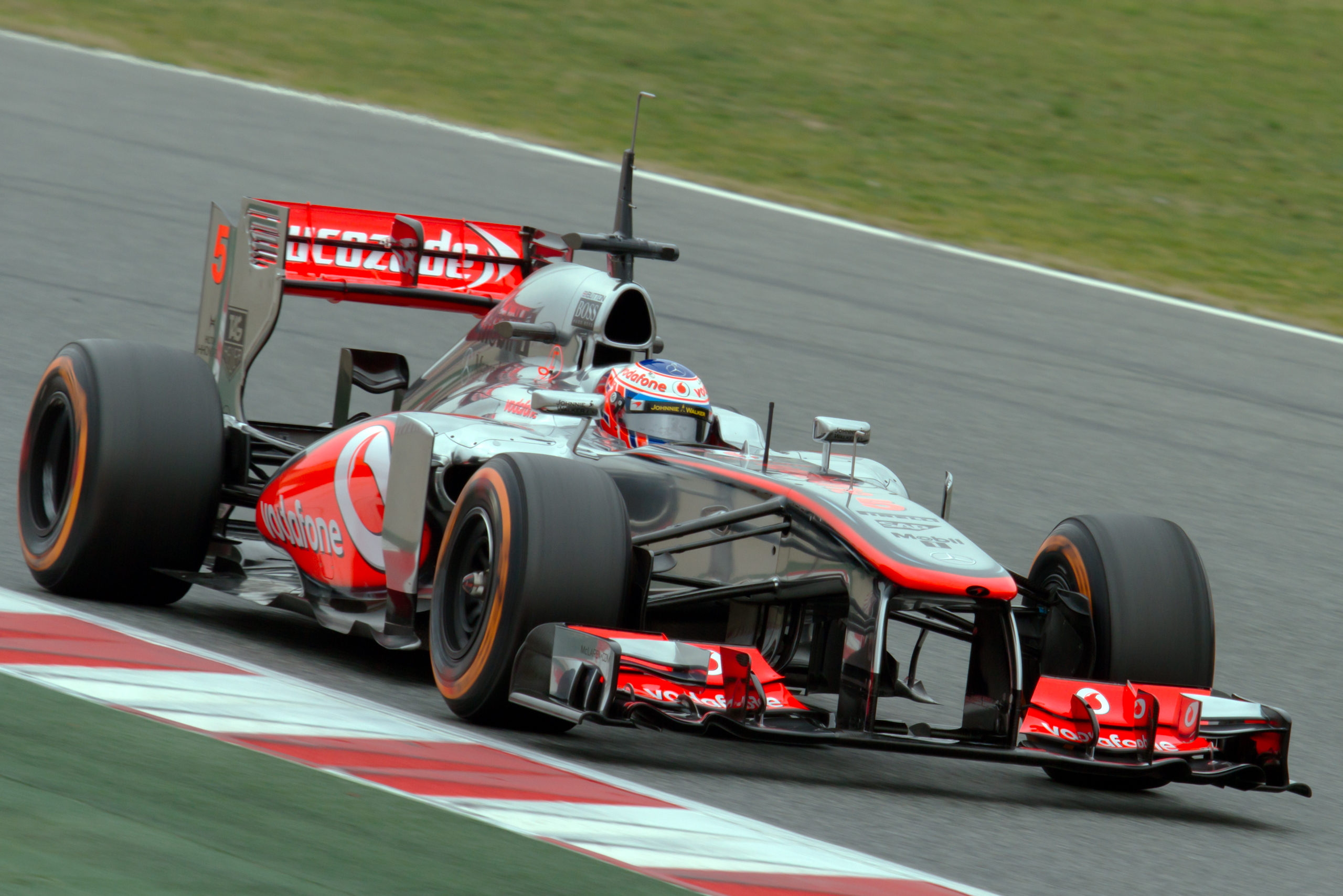
Button prova la McLaren MP4-28 nei test precampionato della stagione.

Anche nella seconda metà dell'anno la monoposto britannica non consentì a Button di lottare per le posizioni di vertice. Il pilota continuò a far segnare punti regolarmente, ottenendo una striscia di sette gare a punti consecutive tra il Gran Premio di Germania e il Gran Premio del Giappone. Nel conclusivo Gran Premio del Brasile Button conquistò il miglior risultato stagionale per sé e per la scuderia, tagliando il traguardo in quarta posizione dopo essere scattato dalla quattordicesima. Il britannico chiuse il campionato al nono posto nella classifica generale, con un totale di 73 punti.

##### 2014
La stagione 2014 iniziò in modo positivo per Button, che chiuse al quarto posto la gara inaugurale in Australia, venendo poi promosso al terzo in seguito alla squalifica di Daniel Ricciardo, giunto secondo al traguardo. Nelle gare seguenti, però, la McLaren perse competitività e il pilota britannico, dopo aver chiuso il Gran Premio della Malesia in sesta posizione, non conquistò punti nelle tre gare successive. La situazione migliorò a Monaco e in Canada, dove Button, sfruttando anche l'elevato numero di ritiri, colse un sesto e un quarto posto. Nel resto della stagione il pilota britannico riuscì quasi sempre a segnare punti, non cogliendo, però, ulteriori podi. Chiuse il campionato all'ottavo posto nella classifica generale, con 126 punti.

##### 2015

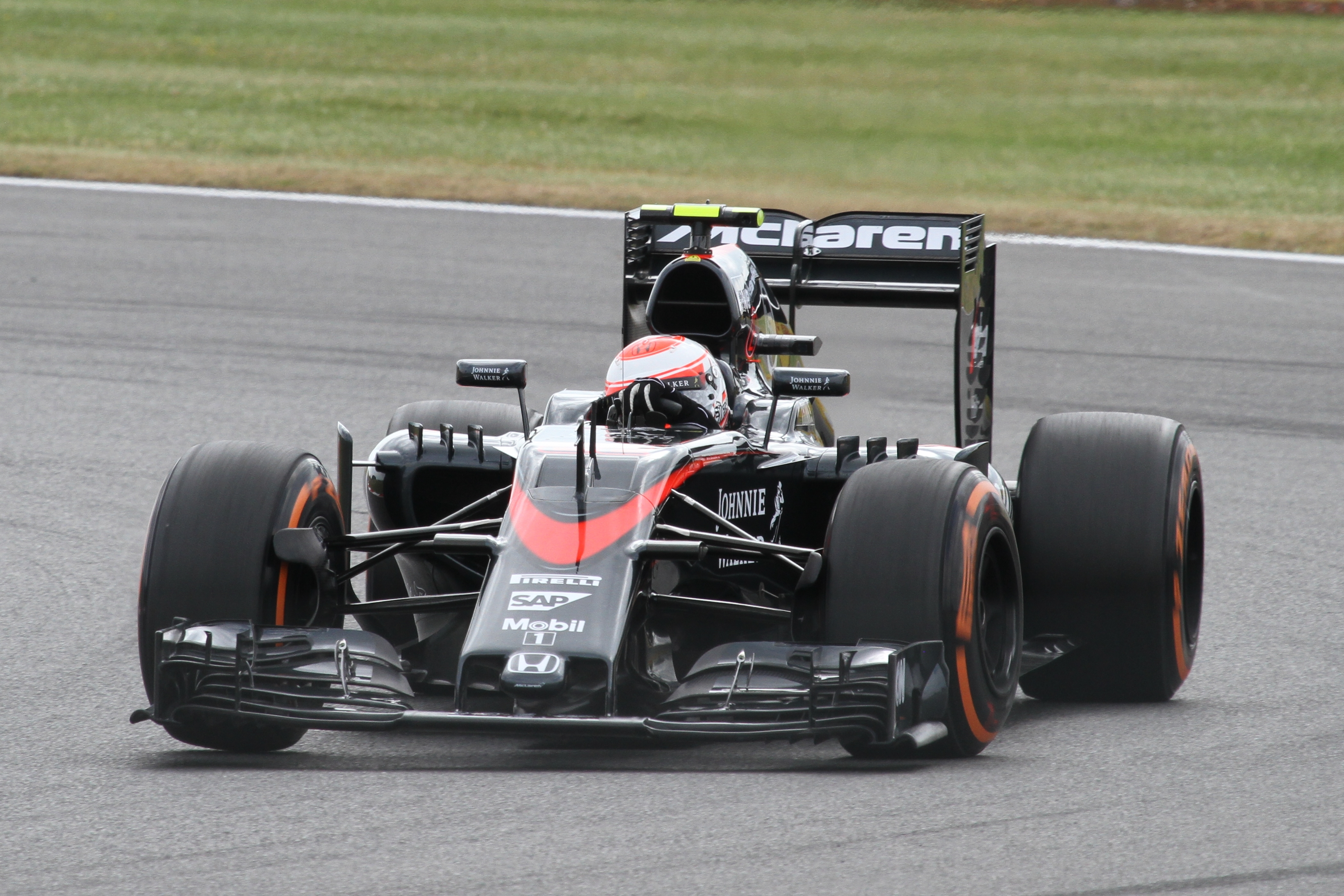
Button alla guida della McLaren MP4-30 nel Gran Premio di Gran Bretagna 2015.

Nella stagione 2015 la McLaren interruppe la ventennale collaborazione con Mercedes, accordandosi con la Honda per la fornitura dei propulsori. L'inizio della stagione fu molto complicato per la scuderia britannica, che nei test invernali faticò ad accumulare chilometri per via di continui guasti.
Nella prima gara del campionato, in Australia, Button si qualificò in ultima fila, riuscendo poi a giungere al traguardo in undicesima e ultima posizione. Nelle gare seguenti la monoposto rimase poco competitiva, non consentendo al pilota britannico di far segnare risultati di rilievo, il suo rendimento perciò rimase quello delle ultime due stagioni. I primi punti stagionali arrivarono al Gran Premio di Monaco, chiuso in ottava posizione. Seguirono tre ritiri consecutivi, per problemi meccanici in Canada e in Austria e per incidente nelle prime fasi del Gran Premio di casa. Button tornò a punti nel Gran Premio d'Ungheria, nel quale tagliò il traguardo in nona posizione; il pilota britannico bissò il risultato in Russia, approfittando dei ritiri nelle ultime tornate di Valtteri Bottas e Daniel Ricciardo. Nel successivo Gran Premio degli Stati Uniti Button conquistò il miglior risultato stagionale, giungendo sesto sotto la bandiera a scacchi. A fine campionato concluse sedicesimo nella classifica generale, con 16 punti.

##### 2016

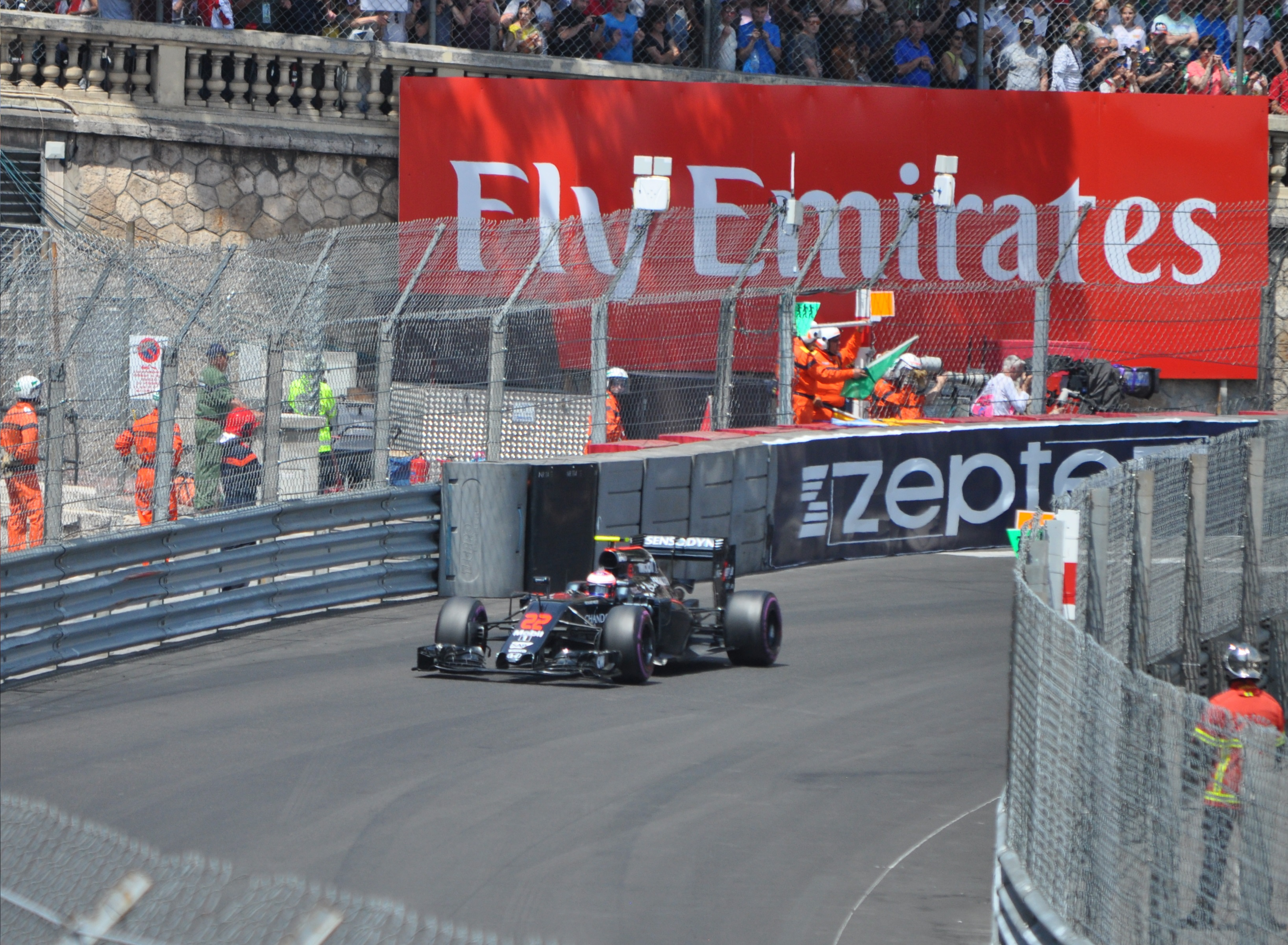
Button, su McLaren MP4-31, all'uscita della curva del Tabaccaio durante le qualifiche del Gran Premio di Monaco 2016.

Nel mondiale 2016 viene confermato dalla McLaren. Nelle prime tre gare non riesce a giungere in zona punti, collezionando il tredicesimo posto in Cina come miglior risultato. Nel Gran Premio di Russia ottiene i suoi primi punti stagionali, chiudendo al decimo posto, mentre in Spagna e a Monaco chiude nono. Dopo due gare senza punti, conquista il sesto posto nel Gran Premio d'Austria, dopo aver conquistato un clamoroso terzo posto in qualifica. Nel Gran Premio di Gran Bretagna chiude dodicesimo, a Budapest arriva il terzo ritiro stagionale, mentre in Germania conclude ancora a punti con un ottavo posto.
Alla vigilia del Gran Premio d'Italia, annuncia la sua volontà di abbandonare il ruolo di pilota titolare in F1, almeno per la stagione 2017, rimanendo però quale terzo pilota e "ambasciatore" del team e rendendosi disponibile a sostituire in caso di necessità uno dei due piloti titolari, che saranno Fernando Alonso e Stoffel Vandoorne. Nel prosieguo della stagione, ottiene solo due arrivi a punti, a Sepang e ad Austin. Proprio in occasione della tappa malese, Jenson tocca il traguardo delle 300 gare valide per il campionato mondiale di Formula 1
Alla vigilia del Gran Premio di Abu Dhabi, ultimo della stagione, annuncia ufficialmente il suo ritiro definitivo dalla Formula 1.

#### Dopo il ritiro
Nella stagione 2017, in seguito alla decisione di Fernando Alonso di partecipare alla 500 Miglia di Indianapolis, torna eccezionalmente in pista al Gran Premio di Monaco per sostituire lo spagnolo, ma si ritira per incidente. Dalla stagione 2018, il suo posto viene definitivamente preso da Lando Norris, vincitore della F3 britannica.
Nel 2021 Button torna a lavorare nell'ambito della Formula 1 come consulente per la Williams.

### Dopo la Formula 1

#### Super GT
Terminata l'esperienza in Formula 1, nel 2018 prende parte al campionato Super GT con il Team Kunimitsu, con il quale vince il titolo. Il 29 ottobre 2019 annuncia il ritiro dal Super GT.

#### Endurance

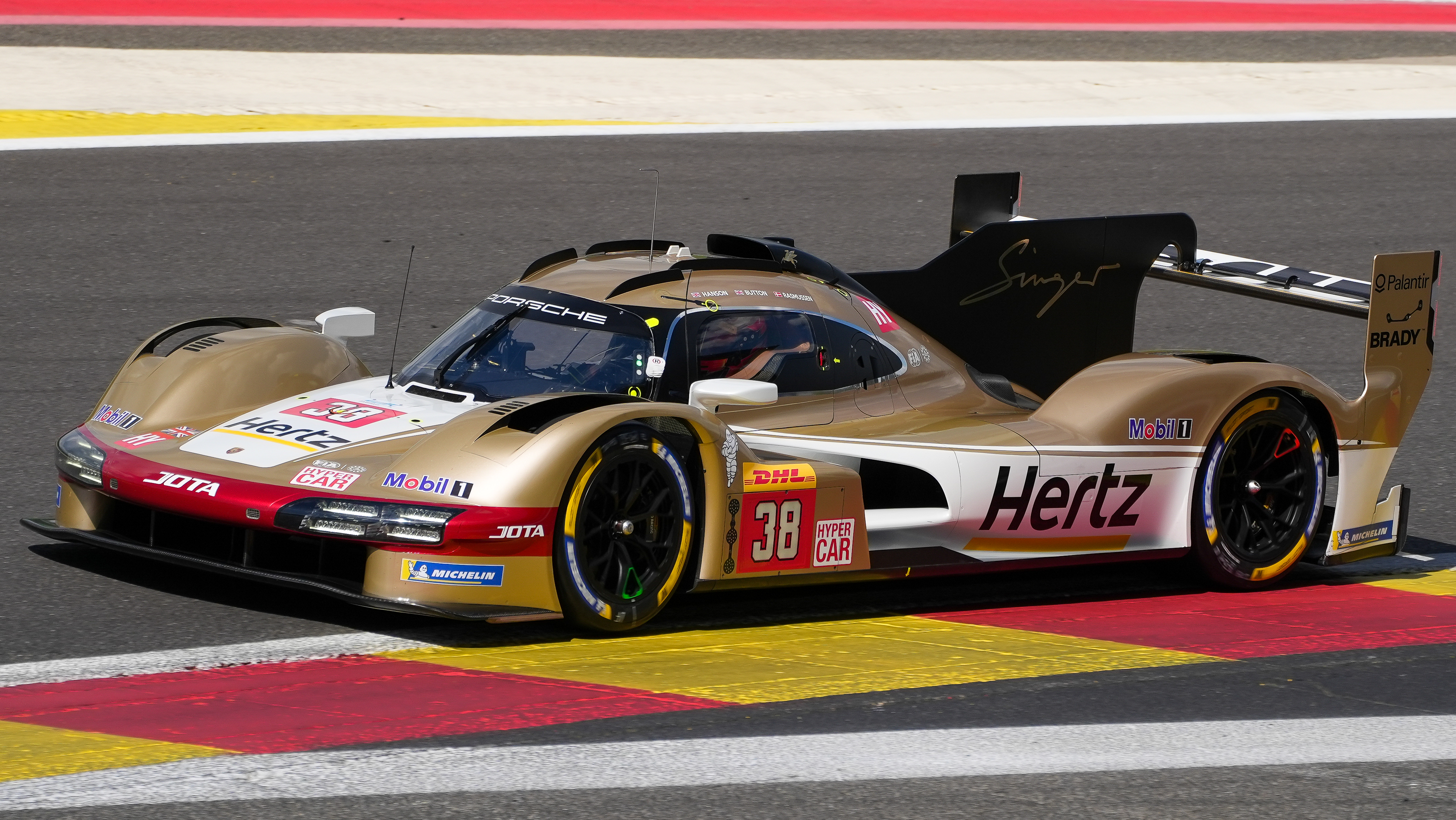
La Porsche 963 di Button durante la 6 ore di Spa 2024

Nel biennio 2018-2019 disputa quattro gare del WEC con il Team SMP Racing.
Nel 2023 il pilota britannico disputa per la seconda volta la 24 Ore di Le Mans, insieme a Mike Rockenfeller e Jimmie Johnson, portando in pista la Camaro NASCAR del team Garage 56. Lo stesso anno prenderà parte alla Petit Le Mans, ultimo round del Campionato IMSA WeatherTech SportsCar con l'Hypercar Porsche 963 del team JDC-Miller Motorsports finendo al quinto posto.
Button inizia il 2024 partecipando alla 24 Ore di Daytona con l'Acura ARX-06 del team Wayne Taylor Racing supportato da Andretti Global, in team con Louis Delétraz, Colton Herta e Jordan Taylor ottengono il terzo posto assoluto. Per il resto della stagione si unisce al team Hertz Team Jota dividendo la Porsche 963 con Oliver Rasmussen e Philip Hanson. L'anno seguente porta in pista la Cadillac V-Series.R, rimando sempre legato a Jota, divenuto team ufficiale dalla Cadillac.
Nel 2025 partecipa alla  24 ore di Le Mans con la Cadillac V-Series.R del team Cadillac Hertz, in team con Earl Bamber e Sébastien Bourdais, ottenendo l'ottavo posto.

Il 16 luglio 2025 annuncia che a fine stagione lascerà il team a stelle e strisce e si ritirerà dal WEC.

## Risultati

### 24 Ore di Spa
| Anno | Classe | N° | Vettura                    | Squadra                 | Co-piloti                | Giri | Pos. Assol. | Pos. di Classe |
| ---- | ------ | -- | -------------------------- | ----------------------- | ------------------------ | ---- | ----------- | -------------- |
| 1999 | SP     | 2  | BMW 320i E46 BMW Rafanelli | BMW FINA Team Rafanelli | David Saelens Tomáš Enge | 22   | DNF         | DNF            |

### Risultati in Formula 1
| 2000 | Scuderia | Vettura |     |   |     |   |    |    |     |    |   |   |   |   |   |     |     |   |     |  |  |  |  |  |  |  | Punti | Pos. |
| ---- | -------- | ------- | --- | - | --- | - | -- | -- | --- | -- | - | - | - | - | - | --- | --- | - | --- |  |  |  |  |  |  |  | ----- | ---- |
| 2000 | Williams | FW22    | Rit | 6 | Rit | 5 | 17 | 10 | Rit | 11 | 8 | 5 | 4 | 9 | 5 | Rit | Rit | 5 | Rit |  |  |  |  |  |  |  | 12    | 8º   |

| 2001 | Scuderia | Vettura |     |    |    |    |    |     |   |     |    |    |    |   |     |     |     |   |   |  |  |  |  |  |  |  | Punti | Pos. |
| ---- | -------- | ------- | --- | -- | -- | -- | -- | --- | - | --- | -- | -- | -- | - | --- | --- | --- | - | - |  |  |  |  |  |  |  | ----- | ---- |
| 2001 | Benetton | B201    | Rit | 11 | 10 | 12 | 15 | Rit | 7 | Rit | 13 | 16 | 15 | 5 | Rit | Rit | Rit | 9 | 7 |  |  |  |  |  |  |  | 2     | 17º  |

| 2002 | Scuderia | Vettura |     |   |   |   |    |   |     |    |   |    |   |     |     |     |   |   |   |  |  |  |  |  |  |  | Punti | Pos. |
| ---- | -------- | ------- | --- | - | - | - | -- | - | --- | -- | - | -- | - | --- | --- | --- | - | - | - |  |  |  |  |  |  |  | ----- | ---- |
| 2002 | Renault  | R202    | Rit | 4 | 4 | 5 | 12 | 7 | Rit | 15 | 5 | 12 | 6 | Rit | Rit | Rit | 5 | 8 | 6 |  |  |  |  |  |  |  | 14    | 7º   |

| 2003 | Scuderia | Vettura |    |   |     |   |   |   |    |     |   |     |   |   |    |     |     |   |  |  |  |  |  |  |  |  | Punti | Pos. |
| ---- | -------- | ------- | -- | - | --- | - | - | - | -- | --- | - | --- | - | - | -- | --- | --- | - |  |  |  |  |  |  |  |  | ----- | ---- |
| 2003 | BAR      | 005     | 10 | 7 | Rit | 8 | 9 | 4 | NP | Rit | 7 | Rit | 8 | 8 | 10 | Rit | Rit | 4 |  |  |  |  |  |  |  |  | 17    | 9º   |

| 2004 | Scuderia | Vettura |   |   |   |   |   |   |   |   |     |   |   |   |   |     |   |   |   |     |  |  |  |  |  |  | Punti | Pos. |
| ---- | -------- | ------- | - | - | - | - | - | - | - | - | --- | - | - | - | - | --- | - | - | - | --- |  |  |  |  |  |  | ----- | ---- |
| 2004 | BAR      | 006     | 6 | 3 | 3 | 2 | 8 | 2 | 3 | 3 | Rit | 5 | 4 | 2 | 5 | Rit | 3 | 2 | 3 | Rit |  |  |  |  |  |  | 85    | 3º   |

| 2005 | Scuderia | Vettura |    |     |     |    |    |    |    |     |    |   |   |   |   |   |   |   |   |   |   |  |  |  |  |  | Punti | Pos. |
| ---- | -------- | ------- | -- | --- | --- | -- | -- | -- | -- | --- | -- | - | - | - | - | - | - | - | - | - | - |  |  |  |  |  | ----- | ---- |
| 2005 | BAR      | 007     | 11 | Rit | Rit | SQ | ES | ES | 10 | Rit | NP | 4 | 5 | 3 | 5 | 5 | 8 | 3 | 7 | 5 | 8 |  |  |  |  |  | 37    | 9º   |

| 2006 | Scuderia | Vettura |   |   |    |   |     |   |    |     |   |     |     |   |   |   |   |   |   |   |  |  |  |  |  |  | Punti | Pos. |
| ---- | -------- | ------- | - | - | -- | - | --- | - | -- | --- | - | --- | --- | - | - | - | - | - | - | - |  |  |  |  |  |  | ----- | ---- |
| 2006 | Honda    | RA106   | 4 | 3 | 10 | 7 | Rit | 6 | 11 | Rit | 9 | Rit | Rit | 4 | 1 | 4 | 5 | 4 | 4 | 3 |  |  |  |  |  |  | 56    | 6º   |

| 2007 | Scuderia | Vettura |    |    |     |    |    |     |    |   |    |     |     |    |   |     |    |   |     |  |  |  |  |  |  |  | Punti | Pos. |
| ---- | -------- | ------- | -- | -- | --- | -- | -- | --- | -- | - | -- | --- | --- | -- | - | --- | -- | - | --- |  |  |  |  |  |  |  | ----- | ---- |
| 2007 | Honda    | RA107   | 15 | 12 | Rit | 12 | 11 | Rit | 12 | 8 | 10 | Rit | Rit | 13 | 8 | Rit | 11 | 5 | Rit |  |  |  |  |  |  |  | 6     | 15º  |

| 2008 | Scuderia | Vettura |     |    |     |   |    |    |    |     |     |    |    |    |    |    |   |    |    |    |  |  |  |  |  |  | Punti | Pos. |
| ---- | -------- | ------- | --- | -- | --- | - | -- | -- | -- | --- | --- | -- | -- | -- | -- | -- | - | -- | -- | -- |  |  |  |  |  |  | ----- | ---- |
| 2008 | Honda    | RA108   | Rit | 10 | Rit | 6 | 11 | 11 | 11 | Rit | Rit | 17 | 12 | 13 | 15 | 15 | 9 | 14 | 16 | 13 |  |  |  |  |  |  | 3     | 18º  |

| 2009 | Scuderia | Vettura |   |   |   |   |   |   |   |   |   |   |   |     |   |   |   |   |   |  |  |  |  |  |  |  | Punti | Pos. |
| ---- | -------- | ------- | - | - | - | - | - | - | - | - | - | - | - | --- | - | - | - | - | - |  |  |  |  |  |  |  | ----- | ---- |
| 2009 | Brawn    | BGP 001 | 1 | 1 | 3 | 1 | 1 | 1 | 1 | 6 | 5 | 7 | 7 | Rit | 2 | 5 | 8 | 5 | 3 |  |  |  |  |  |  |  | 95    | 1º   |

| 2010 | Scuderia | Vettura |   |   |   |   |   |     |   |   |   |   |   |   |     |   |   |   |    |   |   |  |  |  |  |  | Punti | Pos. |
| ---- | -------- | ------- | - | - | - | - | - | --- | - | - | - | - | - | - | --- | - | - | - | -- | - | - |  |  |  |  |  | ----- | ---- |
| 2010 | McLaren  | MP4-25  | 7 | 1 | 8 | 1 | 5 | Rit | 2 | 2 | 3 | 4 | 5 | 8 | Rit | 2 | 4 | 4 | 12 | 5 | 3 |  |  |  |  |  | 214   | 5º   |

| 2011 | Scuderia | Vettura |   |   |   |   |   |   |   |   |     |     |   |   |   |   |   |   |   |   |   |  |  |  |  |  | Punti | Pos. |
| ---- | -------- | ------- | - | - | - | - | - | - | - | - | --- | --- | - | - | - | - | - | - | - | - | - |  |  |  |  |  | ----- | ---- |
| 2011 | McLaren  | MP4-26  | 6 | 2 | 4 | 6 | 3 | 3 | 1 | 6 | Rit | Rit | 1 | 3 | 2 | 2 | 1 | 4 | 2 | 3 | 3 |  |  |  |  |  | 270   | 2º   |

| 2012 | Scuderia | Vettura |   |    |   |    |   |    |    |   |    |   |   |   |     |   |   |     |   |   |   |   |  |  |  |  | Punti | Pos. |
| ---- | -------- | ------- | - | -- | - | -- | - | -- | -- | - | -- | - | - | - | --- | - | - | --- | - | - | - | - |  |  |  |  | ----- | ---- |
| 2012 | McLaren  | MP4-27  | 1 | 14 | 2 | 18 | 9 | 16 | 16 | 8 | 10 | 2 | 6 | 1 | Rit | 2 | 4 | Rit | 5 | 4 | 5 | 1 |  |  |  |  | 188   | 5º   |

| 2013 | Scuderia | Vettura |   |    |   |    |   |   |    |    |   |   |   |    |   |   |   |    |    |    |   |  |  |  |  |  | Punti | Pos. |
| ---- | -------- | ------- | - | -- | - | -- | - | - | -- | -- | - | - | - | -- | - | - | - | -- | -- | -- | - |  |  |  |  |  | ----- | ---- |
| 2013 | McLaren  | MP4-28  | 9 | 17 | 5 | 10 | 8 | 6 | 12 | 13 | 6 | 7 | 6 | 10 | 7 | 8 | 9 | 14 | 12 | 10 | 4 |  |  |  |  |  | 73    | 9º   |

| 2014 | Scuderia | Vettura |   |   |    |    |    |   |   |    |   |   |    |   |   |     |   |   |    |   |   |  |  |  |  |  | Punti | Pos. |
| ---- | -------- | ------- | - | - | -- | -- | -- | - | - | -- | - | - | -- | - | - | --- | - | - | -- | - | - |  |  |  |  |  | ----- | ---- |
| 2014 | McLaren  | MP4-29  | 3 | 6 | 17 | 11 | 11 | 6 | 4 | 11 | 4 | 8 | 10 | 6 | 8 | Rit | 5 | 4 | 12 | 4 | 5 |  |  |  |  |  | 126   | 8º   |

| 2015 | Scuderia | Vettura |    |     |    |    |    |   |     |     |     |   |    |    |     |    |   |   |    |    |    |  |  |  |  |  | Punti | Pos. |
| ---- | -------- | ------- | -- | --- | -- | -- | -- | - | --- | --- | --- | - | -- | -- | --- | -- | - | - | -- | -- | -- |  |  |  |  |  | ----- | ---- |
| 2015 | McLaren  | MP4-30  | 11 | Rit | 14 | NP | 16 | 8 | Rit | Rit | Rit | 9 | 14 | 14 | Rit | 16 | 9 | 6 | 14 | 14 | 12 |  |  |  |  |  | 16    | 16º  |

| 2016 | Scuderia | Vettura |    |     |    |    |   |   |     |    |   |    |     |   |     |    |     |   |    |   |    |    |     |  |  |  | Punti | Pos. |
| ---- | -------- | ------- | -- | --- | -- | -- | - | - | --- | -- | - | -- | --- | - | --- | -- | --- | - | -- | - | -- | -- | --- |  |  |  | ----- | ---- |
| 2016 | McLaren  | MP4-31  | 14 | Rit | 13 | 10 | 9 | 9 | Rit | 11 | 6 | 12 | Rit | 8 | Rit | 12 | Rit | 9 | 18 | 9 | 12 | 16 | Rit |  |  |  | 21    | 15º  |

| 2017 | Scuderia | Vettura |  |  |  |  |  |     |  |  |  |  |  |  |  |  |  |  |  |  |  |  |  |  |  |  | Punti | Pos. |
| ---- | -------- | ------- |  |  |  |  |  | --- |  |  |  |  |  |  |  |  |  |  |  |  |  |  |  |  |  |  | ----- | ---- |
| 2017 | McLaren  | MCL32   |  |  |  |  |  | Rit |  |  |  |  |  |  |  |  |  |  |  |  |  |  |  |  |  |  | 0     |      |

| Legenda | 1º posto     | 2º posto | 3º posto    | A punti         | Senza punti/Non class.  | Grassetto – Pole position Corsivo – Giro più veloce |
| Legenda | Squalificato | Ritirato | Non partito | Non qualificato | Solo prove/Terzo pilota | Grassetto – Pole position Corsivo – Giro più veloce |

### Super GT
(legenda) (Le gare in grassetto indicano la pole position) (Le gare in corsivo indicano Gpv)
| Anno | Team           | Vettura      | Classe | 1      | 2     | 3      | 4      | 5     | 6       | 7     | 8     | Punti | Pos. |
| ---- | -------------- | ------------ | ------ | ------ | ----- | ------ | ------ | ----- | ------- | ----- | ----- | ----- | ---- |
| 2017 | Team Mugen     | Honda NSX-GT | GT500  | OKA    | FUJ   | AUT    | SUG    | FUJ   | SUZ 12  | CHA   | MOT   | 0     | NC   |
| 2018 | Team Kunimitsu | Honda NSX-GT | GT500  | OKA 2  | FUJ 9 | SUZ 2  | CHA 11 | FUJ 5 | SUG 1   | AUT 5 | MOT 3 | 78    | 1º   |
| 2019 | Team Kunimitsu | Honda NSX-GT | GT500  | OKA 15 | FUJ 3 | SUZ 13 | CHA 12 | FUJ 2 | AUT Rit | SUG 8 | MOT 6 | 37    | 8º   |

### 24 Ore di Le Mans
| Anni | Team             | Co-Piloti                      | Vettura                | Classe   | Giri | Pos. | Class Pos. |
| ---- | ---------------- | ------------------------------ | ---------------------- | -------- | ---- | ---- | ---------- |
| 2018 | SMP Racing       | Mikhail Aleshin Vitaly Petrov  | BR Engineering BR1-AER | LMP1     | 315  | DNF  | DNF        |
| 2024 | Hertz Jota Sport | Philip Hanson Oliver Rasmussen | Porsche 963            | Hypercar | 311  | 9º   | 9º         |
| 2025 | Hertz Jota Sport | Earl Bamber Sébastien Bourdais | Cadillac V-Series.R    | Hypercar | 386  | 7º   | 7º         |

### 24 Ore di Le Daytona
| Anni | Team                     | Co-Piloti                                 | Vettura      | Classe | Giri | Pos. | Class Pos. |
| ---- | ------------------------ | ----------------------------------------- | ------------ | ------ | ---- | ---- | ---------- |
| 2024 | WTR - Andretti Autosport | Louis Delétraz Colton Herta Jordan Taylor | Acura ARX-06 | GTD    | 791  | 3°   | 3°         |

### Extreme E
| Anno | Squadra | Vettura          | 1       | 2       | 3     | 4     | 5     | 6     | 7     | 8     | 9     | 10    | Punti | Pos. |
| ---- | ------- | ---------------- | ------- | ------- | ----- | ----- | ----- | ----- | ----- | ----- | ----- | ----- | ----- | ---- |
| 2021 | JBXE    | Spark Odyssey 21 | DES Q 6 | DES R 6 | OCE Q | OCE R | ARC Q | ARC R | ISL Q | ISL R | TBC Q | TBC R | 17    | 13º  |

### Risultati nel WEC
| Anno    | Squadra          | Classe   | Vettura                | SPA | LMS | SIL | FUJ | SHA | SEB | SPA | LMS | Punti | Pos. |
| ------- | ---------------- | -------- | ---------------------- | --- | --- | --- | --- | --- | --- | --- | --- | ----- | ---- |
| 2018-19 | SMP Racing       | LMP1     | BR Engineering BR1-AER |     | Rit | Rit | 4   | 3   |     |     |     | 17    | 15°  |
| Anno    | Squadra          | Classe   | Vettura                | QAT | IMO | SPA | LMS | SÃO | COA | FUJ | BHR | Punti | Pos. |
| 2024    | Hertz Jota Sport | Hypercar | Porsche 963            | NC  | 16  | Rit | 9   | 7   | 10  | 6   | 7   | 28    | 19°  |
| Anno    | Squadra          | Classe   | Vettura                | QAT | IMO | SPA | LMS | SÃO | COA | FUJ | BHR | Punti | Pos. |
| 2025    | Cadillac Racing  | Hypercar | Cadillac V-LMDh        | 16  | 16  | 6   | 7   | 2   |     |     |     | 38*   |      |
| Legenda |                  |          |                        |     |     |     |     |     |     |     |     |       |      |

* Stagione in corso.

## Vita privata
Jenson è il quartogenito delle nozze del padre John con Simone Lyons. Sue sorelle sono: Tanya, Natasha e Samantha.
Dal 2000 al 2005 è stato fidanzato all'attrice e cantante Louise Griffiths. Dal 2009 si è poi legato alla modella argentino-giapponese Jessica Michibata, diventata sua moglie il 30 dicembre 2014 alle Hawaii; il 23 dicembre 2015 si sono separati. La famiglia Button vive a Monaco.